# Guidel
Guidel (bret. Gwidel) – miejscowość i gmina we Francji, w regionie Bretania, w departamencie Morbihan.
Według danych na rok 1990 gminę zamieszkiwało 8241 osób, a gęstość zaludnienia wynosiła 158 osób/km² (wśród 1269 gmin Bretanii Guidel plasuje się na 35. miejscu pod względem liczby ludności, natomiast pod względem powierzchni na miejscu 67.).